# د. س. كوبر
د. س. كوبر (بالإنجليزية: D. C. Cooper)‏ هو مغني أمريكي، ولد في 22 أغسطس 1965 في جونستاون في الولايات المتحدة.

## وصلات خارجية
- د. س. كوبر على موقع ميوزك برينز (الإنجليزية)
- د. س. كوبر على موقع أول ميوزيك (الإنجليزية)
- د. س. كوبر على موقع ديسكوغز (الإنجليزية)